# 366 (tal)
366 är det naturliga talet som följer 365 och som följs av 367.

## Inom vetenskapen
- 366 Vincentina, en asteroid.

## Inom matematiken
- 366 är ett jämnt tal.
- 366 är ett sammansatt tal.
- 366 är ett ymnigt tal.
- 366 är ett sfeniskt tal.
- 366 är ett Erdős–Woodstal.